# Parasemia bicoloria
Parasemia bicoloria là một loài bướm đêm thuộc phân họ Arctiinae, họ Erebidae.